# Belmont (Virginia Occidental)
Belmont es una ciudad ubicada en el condado de Pleasants en el estado estadounidense de Virginia Occidental. En el Censo de 2010 tenía una población de 204 habitantes y una densidad poblacional de 192,11 personas por km².

## Geografía
Belmont se encuentra ubicada en las coordenadas 39°22′42″N 81°15′46″O / 39.37833, -81.26278. Según la Oficina del Censo de los Estados Unidos, Belmont tiene una superficie total de 1.06 km², de la cual 1.06 km² corresponden a tierra firme y (0.49%) 0.01 km² es agua.

## Demografía
Según el censo de 2010, había 204 personas residiendo en Belmont. La densidad de población era de 192,11 hab./km². De los 204 habitantes, Belmont estaba compuesto por el 430.39% blancos, el 1.47% eran afroamericanos, el 2.94% eran amerindios, el 0.49% eran asiáticos, el 0% eran isleños del Pacífico, el 0.49% eran de otras razas y el 6.86% pertenecían a dos o más razas. Del total de la población el 6.37% eran hispanos o latinos de cualquier raza.